# الخطوط العامة لعلم الحاسوب
علم الحاسوب (يسمى أيضًا علم الحوسبة) هو دراسة الأسس النظرية للمعلومات والحوسبة وتنفيذها وتطبيقها في أنظمة الحاسوب. أحد أنظمة تصنيف المواد المعروفة لعلم الحاسوب هو نظام تصنيف الحوسبة الذي ابتكرته جمعية للآلات البرمجية.

## ما هو علم الحاسوب؟
يمكن وصف علم الحاسوب بجميع ما يلي:
- تخصص أكاديمي
- علم
  - علم تطبيقي

## حقول فرعية

### أسس رياضية
- نظرية الترميز - مفيدة في الشبكات والمجالات الأخرى حيث تتواصل أجهزة الحاسوب مع بعضها البعض.
- نظرية الألعاب - مفيدة في الذكاء الاصطناعي وعلم التحكم الآلي.
- رياضيات متقطعة.
- نظرية المخططات - أسس هياكل البيانات وخوارزميات البحث.
- منطق رياضي - جبر بول وطرق أخرى لنمذجة الاستعلامات المنطقية الرياضية؛ استخدامات وقيود طرق الإثبات الرسمية.
- نظرية الأعداد - نظرية الأعداد الصحيحة. تستخدم في التشفير وكذلك مجال اختبار في الذكاء الاصطناعي.

### خوارزميات وهياكل البيانات
- خوارزمية - الإجراءات الحسابية المتتابعة والمتوازية لحل مجموعة واسعة من المشاكل.
- بنية بيانات - تنظيم ومعالجة البيانات.

### ذكاء اصطناعي
مخطط الذكاء الاصطناعي [الإنجليزية]
- ذكاء اصطناعي - تنفيذ ودراسة الأنظمة التي تبدي ذكاءًا أو سلوكًا ذاتيًا خاصًا بها.
- منطق آلي - حل المحركات، مثل المستخدمة في برولوغ، والتي تنتج خطوات لنتيجة معينة مع مراعاة الاستعلام عن قاعدة بيانات الحقائق والقاعدة، وتثبت النظرية الآلية التي تهدف إلى إثبات المبرهنات بمساعدة من مبرمج.
- رؤية حاسوبية - خوارزميات لتحديد الأجسام ثلاثية الأبعاد من صورة ثنائية الأبعاد.
- حوسبة ناعمة، استخدام حلول غير دقيقة لمشاكل أخرى صعبة للغاية:
  - تعلم الآلة - إنشاء آلي لمجموعة من القواعد والبديهيات على أساس المدخلات.
  - تحسيب تطوري - خوارزميات مستوحاة من الناحية البيولوجية.
- معالجة اللغات الطبيعية - بناء أنظمة وخوارزميات تقوم بتحليل وفهم وتوليد اللغات الطبيعية (البشرية).
- روبوتية - خوارزميات ضبط سلوك الروبوتات.

### اتصال وأمن
- شبكة حاسوب - الخوارزميات والبروتوكولات لتوصيل البيانات بشكل موثوق عبر مختلف الوسائط المشتركة أو المخصصة، بما في ذلك غالبًا كشف وتصحيح الأخطاء.
- أمن الحاسوب - الجوانب العملية لتأمين أنظمة الحاسوب وشبكات الحاسوب.
- علم التعمية (التشفير) - يطبق نتائج من التعقيد والاحتمالية والجبر ونظرية الأعداد لاختراع وتحليل الشفرات، وتحليل أمان بروتوكولات التشفير.

### معمارية الحاسوب
- المعمارية حاسوب - التصميم والتنظيم والتحسين والتحقق من نظام الحاسوب، ومعظمه حول وحدات المعالجة المركزية ونظام ذاكرة الحاسوب.
- نظام تشغيل - أنظمة إدارة برامج الحاسوب وتوفير أساس نظام قابل للاستخدام.

### رسومات حاسوبية
- رسومات حاسوبية - خوارزميات لتوليد الصور المرئية صناعيًا، ولدمج أو تغيير المعلومات المرئية والمكانية المأخوذة من العالم الحقيقي.
- معالجة الصور الرقمية - تحديد المعلومات من صورة من خلال الحساب.
- تصور المعلومات [الإنجليزية] - طرق تمثيل وعرض البيانات المجردة لتسهيل التفاعل البشري للاستكشاف والفهم.

### أنظمة متزامنة ومتوازية وموزعة
- حوسبة متوازية - نظرية وممارسة الحساب المتزامن؛ لسلامة البيانات في أي بيئة تعدد المهام أو متعددة الخيوط.
- تزامن (حوسبة) - الحوسبة باستخدام عدة خيوط متزامنة للتنفيذ، ووضع خوارزميات لحل المشاكل على معالجات متعددة لتحقيق أقصى سرعة مقارنة بالتنفيذ المتسلسل.
- حوسبة موزعة - الحوسبة باستخدام أجهزة حاسوب متعددة عبر شبكة لتحقيق هدف أو مهمة مشتركة وبالتالي تقليل زمن الوصول المشترك في مساهمات المعالج الواحد لأي مهمة.

### قواعد البيانات
- قاعدة بيانات علائقية - نظرية المجموعات والأساس الخوارزمي لقواعد البيانات.
- التخزين المنظم - قواعد البيانات غير العلائقية مثل قواعد بيانات (NoSQL).
- تنقيب في البيانات - دراسة الخوارزميات للبحث ومعالجة المعلومات في المستندات وقواعد البيانات. ترتبط ارتباطًا وثيقًا باسترداد المعلومات.

### لغات البرمجة والمحولات البرمجية
- نظرية المحول البرمجي - نظرية تصميم المحول البرمجي بناء على نظرية التشغيل الذاتي.
- لغة برمجة - تصنيف لغات البرمجة وقوتها وضعفها. أنماط البرمجة المختلفة، مثل البرمجة كائنية التوجه.
- نظرية لغات البرمجة
- علم الدلالة الشكلي - دراسة رياضية دقيقة لمعنى البرامج.
- نطرية النمط - التحليل الرسمي لأنواع البيانات، واستخدام هذه الأنواع لفهم خصائص البرامج - خاصة سلامة البرنامج.

### حوسبة علمية
- حوسبة علمية - بناء نمذجة علمية وتقنيات التحليل العددي واستخدام الحاسب الآلي لتحليل وحل المشكلات العلمية.
- تحليل عددي - الحل العددي التقريبي للمشكلات الرياضية مثل خوارزمية إيجاد جذور دالة، والتكامل العددي، وحلول عددية للمعادلات التفاضلية؛ والدوال الخاصة.
- حساب رمزي - التلاعب وحل التعبيرات بشكل رمزي، والمعروف أيضًا بالجبر الحاسوبي.
- فيزياء حاسوبية - المحاكاة العددية للأنظمة غير التحليلية الكبيرة.
- كيمياء حاسوبية - النمذجة الحسابية للكيمياء النظرية لتحديد التركيبات والخصائص الكيميائية.
- معلوماتية حيوية وعلم الأحياء الحاسوبي - النمذجة الحسابية للكيمياء النظرية لتحديد التركيبات والخصائص الكيميائية، وتخزين البيانات البيولوجية والمساعدة في حل المشكلات البيولوجية مثل تطوي البروتين والتنبؤ بالوظائف وشجرة تطور السلالات.
- علوم عصبية حاسوبية - النمذجة الحسابية للفيزيولوجيا العصبية.

### هندسة البرمجيات
- أساليب رسمية - مناهج رياضية لوصف واستنتاج تصميم البرمجيات.
- هندسة البرمجيات - مبادئ وممارسات تصميم وتطوير واختبار البرامج والممارسات الهندسية المناسبة.
- تصميم الخوارزمية - استخدام الأفكار من نظرية الخوارزمية لتصميم حلول خلاقة للمهام الحقيقية.
- برمجة حاسوب - ممارسة استخدام لغة برمجة لتطبيق الخوارزميات.
- تفاعل إنساني حاسوبي - دراسة وتصميم واجهات الحاسوب التي يستخدمها الناس.
- هندسة عكسية - تطبيق المنهج العلمي لفهم البرمجيات التعسفية الموجودة.

### نظرية الحوسبة
- نظرية التشغيل الذاتي - الهياكل المنطقية المختلفة لحل المشاكل.
- نظرية الحاسوبية - ما يمكن حسابه مع النماذج الحالية لأجهزة الحاسوب. توفر البراهين التي طورها آلان تورينغ وآخرون نظرة ثاقبة لإمكانيات ما يمكن حسابه وما قد لا يتم حسابه.
  - مسائل غير محلولة في علم الحاسوب
- نظرية التعقيد الحسابي - حدود أساسية (خاصة الوقت ومساحة التخزين) على فئات الحسابات.
- نظرية الحساب الكمومي - تستكشف النماذج الحسابية التي تنطوي على التراكب الكمية للبتات.

## تاريخ
- تاريخ علم الحاسوب
- قائمة الرواد في علم الحاسوب

## مهن
- مبرمج
- مدرس/بروفيسور
- مهندس برمجيات
- معماري برمجيات
- مطور برمجيات
- فحص برمجيات
- مهندس معدات [الإنجليزية]
- تحليل بيانات
- تصميم التفاعل
- مسؤول الشبكة

## هياكل البيانات والبيانات
- بنية بيانات
- نوع بيانات
- مصفوفة متصلة وجدول التجزئة
- مصفوفة
- قائمة (نوع البيانات المجردة)
- شجرة
- سلسلة
- مصفوفة
- قاعدة بيانات

## نماذج برمجة
- برمجة أمرية / برمجة إجرائية
- برمجة وظيفية
- برمجة منطقية
- برمجة كائنية التوجه
  - صنف
  - وراثة
  - كائن

## روابط خارجية
- الخطوط العامة لعلم الحاسوب على مشروع الدليل المفتوح
- ACM report on a recommended computer science curriculum (2008)
- Directory of free university lectures in Computer Science
- Collection of Computer Science Bibliographies
- Photographs of computer scientists (برتراند ماير's gallery)